# ボフォース
ボフォース（Bofors）は、スウェーデンの兵器メーカー。
第二次世界大戦期の37mm対戦車砲や40mm機関砲などの優秀な兵器を製造した。また、有名なドイツの88mm高射砲もクルップ社とボフォース社が生産提携して開発されたものから発展した。
ボフォース社は、1646年にスウェーデンのカールスコーガに設立された鉄工所を前身とする。1894年に経営者となったアルフレッド・ノーベルはボフォースを単なる鉄工所から、研究開発に基づいた現代の大砲・化学工業メーカーに発展させることに成功した。実質2年あまりしか経営に携わっていないが、彼は資金力で経営を立て直したにとどまらず、会社を研究開発を重視する方針に転換させたことは、その後の発展に大きな役割を果たした。

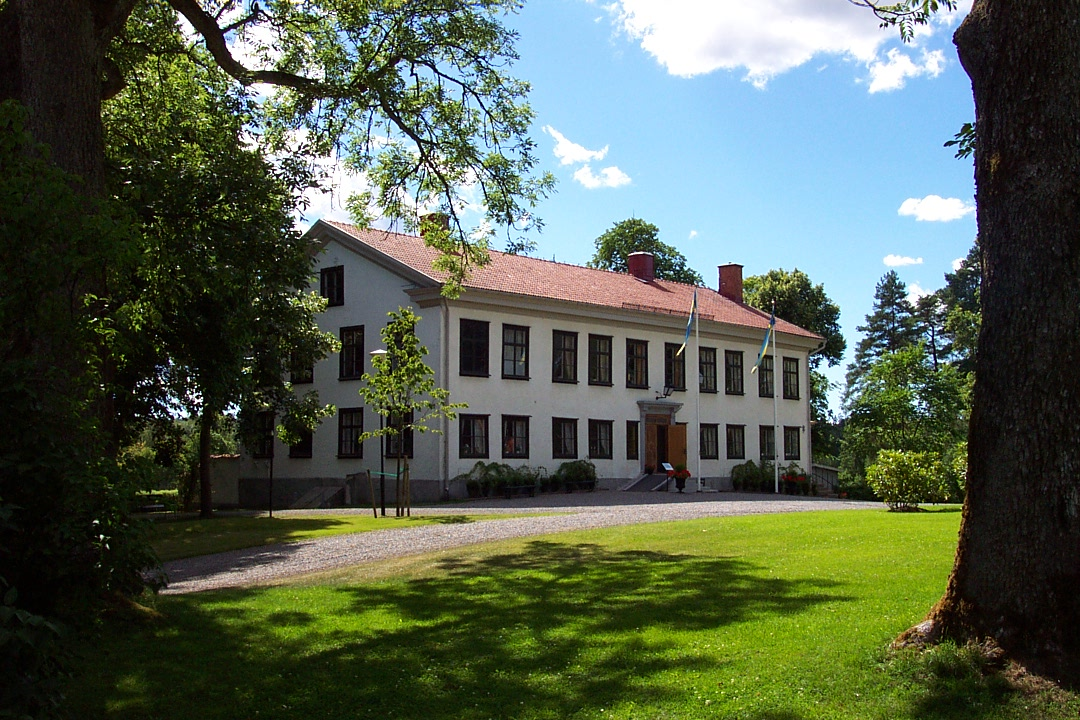
アルフレッド・ノーベルが晩年に使用していたスウェーデンのマナー・ハウス。現在はボフォース社が所有し博物館として公開されている

1930年代に、ボフォースによって開発されたボフォース 40mm機関砲は、第二次世界大戦の対空戦闘に決定的な役割を果たすこととなった。
かつてボフォースの重火器部門だったBAE システムズ・ボフォース (BAE Systems Bofors) は2006年までBAEシステムズ社（イギリスの航空・宇宙企業）の子会社として存続していたが、現在はBAE システムズ・ランド・アンド・アーマメンツ (BAE Systems Land and Armaments) 社の子会社であるBAE システムズ AB (BAE Systems AB) となっている。

## 沿革
- 1646年、スウェーデンのカールスコーガ (Karlskoga) にボフォース鉄工所設立。
- 1873年、会社設立。
- 1894年、アルフレッド・ノーベルがボフォースを買収し兵器製造業に進出。
- 2000年、サーブ社がセルシウス社を買収（ボフォースの親会社）。
  - ミサイル部門は、サーブ・ボフォース・ダイナミクス (Saab Bofors Dynamics) となる。
  - 重火器部門は、アメリカのユナイテッド・ディフェンス（英語版）社に売却される。
- 2005年、BAEシステムズ社がユナイテッド・ディフェンスを買収。
  - 重火器部門は、BAE システムズ・ボフォースとなる。